# Mat Mania: The Prowrestling Network
Mat Mania: The Prowrestling Network (エキサイティング アワー ザ プロレスリング ネットワーク?, Exciting Hour - The Prowrestling Network), spesso abbreviato in Mat Mania, è un videogioco di tipo Picchiaduro versus multidirezionale sviluppato nel 1985 dalla Technos Japan Corporation e pubblicato dalla Taito.
Si può definire il primo videogioco arcade inerente al wrestling che possa vantare un'ottima giocabilità ed è difatti considerato un classico nell'ambito videoludico; inoltre la giocabilità ed i controlli del gioco stesso si sono affermati come dei cliché per tutti i successivi giochi dello stesso tipo.

## Modalità di gioco
Il videogioco non permette una scelta tra differenti lottatori, il giocatore controllerà sempre il protagonista, identificato con il nome "YOU" (Tu in lingua inglese), che dovrà effettuare la scalata al titolo di campione TWA (Taito Wrestling Association) sconfiggendo cinque differenti wrestler; una volta divenuto campione dovrà difendere il titolo all'infinito affrontando nuovamente i cinque avversari in ordine casuale.
Nel titolo completo con "The Prowrestling Network" si fa riferimento alle sequenze presenti ad inizio gioco e tra un incontro e l'altro, dove il presentatore Cory (Nari nella versione originale giapponese) dell'emittente televisiva TWA annuncia l'incontro del giorno: difatti il gioco è incentrato su incontri di lotta trasmessi in televisione.
Il set di mosse è molto ampio per il tempo, ed è divenuto uno stereotipo per molti altri videogiochi picchiaduro, soprattutto di Wrestling: si controlla il lottatore a scorrimento multidirezionale con il controllo, mentre con i due pulsanti rispettivamente si sferrano pugni e calci; combinando i pulsanti e il controllo è possibile effettuare attacchi in corsa, saltare dal palo, scendere dal ring, attaccare l'avversario finché questo è a terra, nonché il clou del gioco, ovvero le tecniche di presa: il protagonista è infatti in grado di effettuare mosse del wrestling professionista come Irish Whip, Piledriver, Body Slam, Suplex, Back Body Drop, Clothesline, Sunset Flip e altre tecniche.
Si vince un incontro per schienamento dell'avversario con l'arbitro che conta per tre secondi.
Alcuni lottatori avversari utilizzano tecniche scorrette che vengono contate dall'arbitro in quanto non possono essere effettuate per più di quattro secondi.
L'energia dei lottatori non è visibile ma quando il personaggio del giocatore ha quasi esaurito la propria energia la musica di sottofondo del gioco cambia.
Tra gli spettatori sugli spalti sono presenti vari cameo di personaggi famosi della cultura popolare del tempo, come Superman o Stevie Wonder.

### Personaggi
- You

Il protagonista del gioco ed unico personaggio utilizzabile: viene identificato come "You" ("Tu") ma tra la folla sugli spalti è possibile notare cartelli che recano le scritte "FIGHT TOMMY" e "TOMMY GREAT" che fanno intuire come il nome del personaggio possa essere di fatto "Tommy"; inoltre nella versione del gioco con modalità doppio versus dal nome Mania Challenge lo stesso personaggio è chiamato "Dynamite Tommy".
Il personaggio esteticamente sembra ispirato ai wrestler Dynamite Kid e Kerry Von Erich; in generale ricorda i canoni del face del wrestling, a petto nudo con costume blu e stivali bianchi.
- Insane Warrior (Insane Worrier in Exciting Hour)

Il primo avversario da affrontare, un lottatore chiaramente ispirato a Animal dei Road Warriors, attivi in Giappone dal 1985 al 1990.
Fa leva sulla propria potenza con poco stile, e la sua signature move è la Gorilla Press Slam.
Nella versione giapponese del gioco il suo nome viene scritto in alfabeto latino come "Insane Worrier", probabile errore di trascrizione dai kanji giapponesi.
- Karate Fighter

Lottatore esperto di arti marziali, il suo abbigliamento Manciù lo fa sembrare più un lottatore di kung fu o comunque di arti marziali cinesi piuttosto che un karateka; inoltre la pettinatura e l'aspetto in genere rimanda al cinema di arti marziali di Hong Kong. Nell'immagine di presentazione Karate Fighter tiene in mano qualcosa che potrebbe essere un hachimaki oppure un'arma quale un nunchaku, un bō oppure un san jie gun. Il personaggio ovviamente utilizza solamente tecniche delle arti marziali orientali, e la sua trademark move è una serie di colpi alla nuca. Nella versione di Double Dragon per NES del 1988 era presente un boss ad hoc per il porting, tal Chin Taimei, identico a Karate Fighter.
- Coco Savage

Terribile e violento avversario, è sicuramente tra i primi personaggi di colore che si sono visti nei picchiaduro, nonché il più difficile degli avversari del gioco.
È ispirato a Bobo Brazil, lottatore statunitense un tempo noto anche in Giappone, che vantava come signature move la "Coco Headbutt", nonché dal wrestler Kamala, che vestiva un costume leopardato.
La sua tecnica personale è uno Slingshot, e in generale è un lottatore tanto forte fisicamente quanto abile e poco ortodosso nella tecnica e nello stile.
- The Pirania

Luchador con una maschera che richiama il volto di un piranha (il nome errato è dovuto alla traslitterazione dai kanji giapponesi): è il lottatore più scorretto del gioco, in quanto utilizza ripetutamente tecniche proibite dal regolamento come lo strangolamento. È ispirato a Mil Máscaras, wrestler messicano che lottò in Giappone durante gli anni '70. La sua tecnica finale è l'Elbow Drop.
- Golden Hulk (Blues Bloody in Exciting Hour)

Il detentore del titolo iridato, biondo e barbuto, chiaramente ispirato sia a Bruiser Brody (il nome della versione giapponese è una chiara reinterpretazione dai kanji del nome del wrestler reale, in quanto in giapponese non si distinguono i suoni "L" e "R") del quale porta gli stessi stivali ricoperti di pelo, sia al più noto Hulk Hogan (lo stesso Hogan inizialmente lottava con lo pseudonimo "Sterling Golden") del quale conserva la signature move, ovvero un legdrop.

## Versioni
Nel 1986 venne pubblicato Mania Challenge, ovvero una versione di Mat Mania con la modalità di gioco a due giocatori versus, dove il secondo giocatore controlla un clone di Dynamite Tommy (il protagonista di Mat Mania) di nome "Hurricane Joe", identico in tutto al primo tranne che per il costume e gli stivali, rispettivamente di colore rosso e nero. In questa versione è inoltre possibile effettuare delle contromosse alle prese con nuove tecniche; di contro i differenti personaggi controllati dalla CPU sono solamente tre, ovvero Insane Warrior, Golden Hulk e Hurricane Joe.
Il nome della fittizia associazione di lotta è stato cambiato da TWA a TWF ("Taito Wrestling Federation") con un nuovo logo.